# キルデベルト養子王
キルデベルト養子王（フランス語：Childebert III l'Adopté, ? - 662年）は、メロヴィング朝フランク王国のアウストラシア王（在位：656年 - 662年）。アウストラシアの宮宰であったピピン家の出身であるが、アウストラシア王シギベルト3世の養子とされ、王位についた。

## 生涯
アウストラシアの実権を握っていた宮宰グリモアルドの子として生まれた。最初の名は父と同名のグリモアルドであった。国王シギベルト3世には当初世継ぎがおらず、宮宰の子グリモアルドをキルデベルトと改名させ、自らの養子とした。しかし、その後、シギベルト3世には実子ダゴベルト2世が生まれた。
656年にシギベルト3世が死去すると、宮宰グリモアルドは王の実子ダゴベルトをアイルランドの修道院に追放し、キルデベルトを王位につけた。しかし、661/2年にグリモアルドはパリで暗殺され、662年にキルデベルトも死去した。その後、シギベルト3世の娘ビリキルディスを妃としていたキルデリク2世がアウストラシア王位についた。後に、ダゴベルト2世は675/6年にアイルランドから呼び寄せられ、アウストラシア王位につくことになる。